# Chlorophorus himalayanus
Chlorophorus himalayanus là một loài bọ cánh cứng trong họ Cerambycidae.